# Giro dei Paesi Baschi 2010
Il Giro dei Paesi Baschi 2010, cinquantesima edizione della corsa e valevole come ottava prova del calendario mondiale UCI 2010, si è svolto in sei tappe dal 5 al 10 aprile 2010, per un percorso totale di 908 km. Fu vinto dallo statunitense Christopher Horner, che concluse in 23h27'30", superando di soli 7 secondi lo spagnolo Alejandro Valverde, leader della corsa dalla prima alla quinta tappa che successivamente venne squalificato dalla UCI e i suoi risultati furono cancellati dalla corsa.

## Tappe
| Tappa  | Data      | Percorso                 | km  | Vincitore di tappa                     | Leader cl. generale                    |
| ------ | --------- | ------------------------ | --- | -------------------------------------- | -------------------------------------- |
| 1ª     | 5 aprile  | Zierbena                 | 152 | Alejandro Valverde Christophe Le Mével | Alejandro Valverde Christophe Le Mével |
| 2ª     | 6 aprile  | Zierbena > Viana         | 217 | Alejandro Valverde Óscar Freire        | Alejandro Valverde Óscar Freire        |
| 3ª     | 7 aprile  | Viana > Amurrio          | 187 | Francesco Gavazzi                      | Óscar Freire                           |
| 4ª     | 8 aprile  | Murguia Zuia > Eibar     | 160 | Samuel Sánchez                         | Alejandro Valverde Christopher Horner  |
| 5ª     | 9 aprile  | Eibar > Orio             | 170 | Joaquim Rodríguez                      | Alejandro Valverde Christopher Horner  |
| 6ª     | 10 aprile | Orio (cron. individuale) | 22  | Christopher Horner                     | Christopher Horner                     |
| Totale | Totale    | Totale                   | 908 |                                        |                                        |

## Squadre e corridori partecipanti
| N.    | Cod. | Squadra             |
| ----- | ---- | ------------------- |
| 1-8   | EUS  | Euskaltel-Euskadi   |
| 11-18 | GCE  | Caisse d'Epargne    |
| 21-28 | AST  | Astana Team         |
| 31-38 | RAB  | Rabobank            |
| 41-48 | THR  | Team HTC-Columbia   |
| 51-58 | LIQ  | Liquigas-Doimo      |
| 61-68 | KAT  | Team Katusha        |
| 71-78 | LAM  | Lampre-Farnese Vini |
| 81-88 | SKY  | Team Sky            |
| 91-98 | QST  | Quick Step          |

| N.      | Cod. | Squadra            |
| ------- | ---- | ------------------ |
| 101-108 | MRM  | Team Milram        |
| 111-118 | SAX  | Team Saxo Bank     |
| 121-128 | OLO  | Omega Pharma-Lotto |
| 131-138 | GRM  | Garmin-Transitions |
| 141-148 | FOT  | Footon-Servetto    |
| 151-158 | FDJ  | Française des Jeux |
| 161-168 | RSH  | Team RadioShack    |
| 171-178 | ALM  | AG2R La Mondiale   |
| 181-188 | XAC  | Xacobeo Galicia    |
| 191-198 | ACA  | Andalucía-Cajasur  |

## Dettagli delle tappe

### 1ª tappa
- 5 aprile: Zierbena – 152 km

Risultati
| Pos. | Corridore           | Squadra      | Tempo    |
| ---- | ------------------- | ------------ | -------- |
| SQ   | Alejandro Valverde  | C. d'Epargne | 3h57'58" |
| 1    | Christophe Le Mével | F. des Jeux  | 3h57'58" |
| 2    | Ryder Hesjedal      | Garmin       | s.t.     |

| Pos. | Corridore           | Squadra      | Tempo    |
| ---- | ------------------- | ------------ | -------- |
| SQ   | Alejandro Valverde  | C. d'Epargne | 3h57'58" |
| 1    | Christophe Le Mével | F. des Jeux  | 3h57'58" |
| 2    | Ryder Hesjedal      | Garmin       | s.t.     |

### 2ª tappa
- 6 aprile: Zierbena > Viana – 217 km

Risultati
| Pos. | Corridore          | Squadra      | Tempo    |
| ---- | ------------------ | ------------ | -------- |
| SQ   | Alejandro Valverde | C. d'Epargne | 5h53'40" |
| 1    | Óscar Freire       | Rabobank     | 5h53'40" |
| 2    | Francesco Gavazzi  | Lampre       | a 1"     |

| Pos. | Corridore          | Squadra      | Tempo    |
| ---- | ------------------ | ------------ | -------- |
| SQ   | Alejandro Valverde | C. d'Epargne | 9h51'38" |
| 1    | Óscar Freire       | Rabobank     | 9h51'38" |
| 2    | Ryder Hesjedal     | Garmin       | a 1"     |

### 3ª tappa
- 7 aprile: Viana > Amurrio – 187 km

Risultati
| Pos. | Corridore         | Squadra      | Tempo    |
| ---- | ----------------- | ------------ | -------- |
| 1    | Francesco Gavazzi | Lampre       | 4h49'52" |
| 2    | Óscar Freire      | Rabobank     | s.t.     |
| 3    | Peter Velits      | HTC-Columbia | s.t.     |

| Pos. | Corridore          | Squadra      | Tempo     |
| ---- | ------------------ | ------------ | --------- |
| 1    | Óscar Freire       | Rabobank     | 14h41'30" |
| SQ   | Alejandro Valverde | C. d'Epargne | a 2"      |
| 2    | Ryder Hesjedal     | Garmin       | a 3"      |

### 4ª tappa
- 8 aprile: Murguia Zuia > Eibar – 160 km

Risultati
| Pos. | Corridore          | Squadra      | Tempo    |
| ---- | ------------------ | ------------ | -------- |
| 1    | Samuel Sánchez     | Euskaltel    | 4h05'16" |
| SQ   | Alejandro Valverde | C. d'Epargne | a 2"     |
| 2    | Robert Gesink      | Rabobank     | s.t.     |

| Pos. | Corridore          | Squadra      | Tempo     |
| ---- | ------------------ | ------------ | --------- |
| SQ   | Alejandro Valverde | C. d'Epargne | 18h46'50" |
| 1    | Christopher Horner | RadioShack   | 18h46'51" |
| 2    | Robert Gesink      | Rabobank     | s.t.      |

### 5ª tappa
- 9 aprile: Eibar > Orio – 170 km

Risultati
| Pos. | Corridore          | Squadra      | Tempo    |
| ---- | ------------------ | ------------ | -------- |
| 1    | Joaquim Rodríguez  | Team Katusha | 4h07'52" |
| 2    | Samuel Sánchez     | Euskaltel    | a 14"    |
| SQ   | Alejandro Valverde | C. d'Epargne | s.t.     |

| Pos. | Corridore          | Squadra      | Tempo     |
| ---- | ------------------ | ------------ | --------- |
| SQ   | Alejandro Valverde | C. d'Epargne | 22h54'56" |
| 1    | Christopher Horner | RadioShack   | 22h54'57" |
| 2    | Joaquim Rodríguez  | Team Katusha | a 33"     |

### 6ª tappa
- 10 aprile: Orio – Cronometro individuale – 22 km

Risultati
| Pos. | Corridore          | Squadra      | Tempo  |
| ---- | ------------------ | ------------ | ------ |
| 1    | Christopher Horner | RadioShack   | 32'33" |
| SQ   | Alejandro Valverde | C. d'Epargne | a 8"   |
| 2    | Maxime Monfort     | HTC-Columbia | a 13"  |

| Pos. | Corridore          | Squadra    | Tempo     |
| ---- | ------------------ | ---------- | --------- |
| 1    | Christopher Horner | RadioShack | 23h27'30" |
| SQ   | Alejandro Valverde | GCE        | a 7"      |
| 2    | Beñat Intxausti    | Euskaltel  | a 58"     |

## Evoluzione delle classifiche
| Tappa (Vincitore)  | Tappa (Vincitore)               | Classifica generale                   | Classifica a punti                | Classifica scalatori | Classifica sprint | Classifica squadre |
| ------------------ | ------------------------------- | ------------------------------------- | --------------------------------- | -------------------- | ----------------- | ------------------ |
| 1ª                 | Alejandro Valverde Óscar Freire | Alejandro Valverde Óscar Freire       | Alejandro Valverde Óscar Freire   | Gonzalo Rabuñal      | Christian Meier   | Team RadioShack    |
| 2ª                 | Alejandro Valverde Óscar Freire | Alejandro Valverde Óscar Freire       | Alejandro Valverde Óscar Freire   | Gonzalo Rabuñal      | Christian Meier   | Team RadioShack    |
| 3ª                 | Francesco Gavazzi               | Óscar Freire                          | Óscar Freire                      | Gonzalo Rabuñal      | Christian Meier   | Team RadioShack    |
| 4ª                 | Samuel Sánchez                  | Alejandro Valverde Christopher Horner | Alejandro Valverde Samuel Sánchez | Amets Txurruka       | Christian Meier   | Team RadioShack    |
| 5ª                 | Joaquim Rodríguez               | Alejandro Valverde Christopher Horner | Alejandro Valverde Samuel Sánchez | Amets Txurruka       | Christian Meier   | Team RadioShack    |
| 6ª                 | Christopher Horner              | Christopher Horner                    | Alejandro Valverde Samuel Sánchez | Gonzalo Rabuñal      | Christian Meier   | Team HTC-Columbia  |
| Classifiche finali | Classifiche finali              | Christopher Horner                    | Alejandro Valverde Samuel Sánchez | Gonzalo Rabuñal      | Christian Meier   | Team HTC-Columbia  |

## Classifiche finali

### Classifica generale
| Pos. | Corridore              | Squadra      | Tempo     |
| ---- | ---------------------- | ------------ | --------- |
| 1    | Christopher Horner     | RadioShack   | 23h27'30" |
| SQ   | Alejandro Valverde     | C. d'Epargne | a 7"      |
| 2    | Beñat Intxausti        | Euskaltel    | a 58"     |
| 3    | Joaquim Rodríguez      | Team Katusha | a 1'06"   |
| 4    | Jean-Christophe Péraud | Omega Pharma | a 1'10"   |
| 5    | Marco Pinotti          | HTC-Columbia | a 1'18"   |
| 6    | Sandy Casar            | F. des Jeux  | a 1'47"   |
| 7    | Samuel Sánchez         | Euskaltel    | a 1'58"   |
| 8    | Robert Gesink          | Rabobank     | a 1'59"   |
| 9    | Dries Devenyns         | Quick Step   | a 2'27"   |

### Classifica a punti
| #  | Corridore          | Squadra      | Punti |
| -- | ------------------ | ------------ | ----- |
| SQ | Alejandro Valverde | C. d'Epargne | 106   |
| 1  | Samuel Sánchez     | Euskaltel    | 79    |
| 2  | Óscar Freire       | Rabobank     | 60    |
| 3  | Christopher Horner | RadioShack   | 53    |
| 4  | Francesco Gavazzi  | Lampre       | 51    |

### Classifica scalatori
| Pos. | Corridore           | Squadra      | Punti |
| ---- | ------------------- | ------------ | ----- |
| 1    | Gonzalo Rabuñal     | Xacobeo      | 23    |
| 2    | Alberto Benítez     | Footon       | 19    |
| 3    | Michael Albasini    | HTC-Columbia | 16    |
| 4    | Jakob Fuglsang      | Saxo Bank    | 16    |
| 5    | Johannes Frölingher | Team Milram  | 14    |

### Classifica sprint
| Pos. | Corridore        | Squadra      | Tempo |
| ---- | ---------------- | ------------ | ----- |
| 1    | Christian Meier  | Garmin       | 14    |
| 2    | Jakob Fuglsang   | Saxo Bank    | 9     |
| 3    | Egoi Martínez    | Euskaltel    | 9     |
| 4    | Michael Albasini | HTC-Columbia | 9     |
| 5    | Serguei Klimov   | Team Katusha | 8     |

### Classifica squadre
| Pos. | Squadra           | Tempo     |
| ---- | ----------------- | --------- |
| 1    | Team HTC-Columbia | 70h28'40" |
| 2    | Team RadioShack   | a 17"     |
| 3    | Euskaltel-Euskadi | a 2'14"   |
| 4    | Caisse d'Epargne  | a 6'09"   |
| 5    | Team Katusha      | a 14'32"  |

## Punteggi UCI
| Pos.              | Corridore              | Squadra      | Punti |
| ----------------- | ---------------------- | ------------ | ----- |
| 1                 | Christopher Horner     | RadioShack   | 108   |
| 2                 | Beñat Intxausti        | Euskaltel    | 82    |
| 3                 | Joaquim Rodríguez      | Team Katusha | 76    |
| 4                 | Jean-Christophe Péraud | Omega Pharma | 60    |
| 5                 | Marco Pinotti          | HTC-Columbia | 50    |
| 6                 | Samuel Sánchez         | Euskaltel    | 42    |
| 7                 | Sandy Casar            | F. des Jeux  | 41    |
| 8                 | Robert Gesink          | Rabobank     | 22    |
| 9                 | Óscar Freire           | Rabobank     | 16    |
| 10                | Dries Devenyns         | Quick Step   | 10    |
| 11                | Francesco Gavazzi      | Lampre       | 8     |
| 12                | Jurgen Van Den Broeck  | Omega Pharma | 4     |
| 13                | Christophe Le Mével    | F. des Jeux  | 2     |
| Peter Velits      | HTC-Columbia           | 2            |       |
| Maxime Monfort    | HTC-Columbia           | 2            |       |
| 16                | Aleksandr Kolobnev     | Team Katusha | 1     |
| Ryder Hesjedal    | Garmin                 | 1            |       |
| Michael Albasini  | HTC-Columbia           | 1            |       |
| Michael Rogers    | HTC-Columbia           | 1            |       |
| Aleksandr Bočarov | Team Katusha           | 1            |       |

| Pos. | Squadra             | Punti |
| ---- | ------------------- | ----- |
| 1    | Euskaltel-Euskadi   | 124   |
| 2    | Team RadioShack     | 108   |
| 4    | Team Katusha        | 78    |
| 5    | Omega Pharma-Lotto  | 64    |
| 6    | Team HTC-Columbia   | 55    |
| 7    | FDJ                 | 43    |
| 8    | Rabobank            | 38    |
| 9    | Quick Step          | 10    |
| 10   | Lampre-Farnese Vini | 8     |
| 11   | Garmin-Transitions  | 1     |

| Pos.      | Nazione     | Punti |
| --------- | ----------- | ----- |
| 1         | Spagna      | 216   |
| 2         | Stati Uniti | 108   |
| 3         | Francia     | 103   |
| 4         | Italia      | 58    |
| 5         | Paesi Bassi | 22    |
| 6         | Belgio      | 16    |
| 7         | Slovacchia  | 2     |
| Russia    | 2           |       |
| 9         | Canada      | 1     |
| Svizzera  | 1           |       |
| Australia | 1           |       |